# Hildur Guðnadóttir
Hildur Ingveldardóttir Guðnadóttir, nota anche con lo pseudonimo di Lost In Hildurness (Reykjavík, 4 settembre 1982), è una violoncellista e compositrice islandese.
Nel 2019, ha composto le colonne sonore per la miniserie statunitense Chernobyl, grazie alla quale ha vinto un Grammy Award e il Premio Emmy, e per il film Joker, che le è valso un Golden Globe, un Critics' Choice Awards, un Premio BAFTA, un Premio Oscar e il Premio Soundtrack Stars al Festival del cinema di Venezia.

## Biografia
Nata il 4 settembre 1982 a Reykjavík, in Islanda, è cresciuta a Hafnarfjörður. Viene da una famiglia di musicisti: suo padre, Guðni Franzson, è un compositore, un clarinettista e un insegnante. Sua madre, Ingveldur Guðrún Ólafsdóttir, è una cantante lirica e suo fratello è Þórarinn Guðnason della band Agent Fresco.  Guðnadóttir ha iniziato a suonare il violoncello all'età di cinque anni e a dieci si è esibita per la prima volta a fianco della madre in un ristorante; ha in seguito frequentato la Reykjavík Music Academy, la Iceland Academy of the Arts e la Universitat der Kunste di Berlino. Tornata in Islanda, diventa membro della Cucina Motors, etichetta discografica e di arte collettiva, insieme al compositore di fama internazionale Jóhann Jóhannsson, con il quale condivideva lo studio.
Nel 2004, ha iniziato a suonare con gli Angel (Ilpo Vaisanen e Dirk Dresslehaus). In quel periodo ha realizzato un album con Dirk (Mr. Schmuck´s farm), ed ha continuato a suonare dal vivo con i Pan Sonic, in seguito collaborando al loro album Cathodephase.
Ha pubblicato nel 2006 il suo primo album da solista, Mount A, sotto il nome di Lost in Hildurness, per la Tonar 12, etichetta con sede a Reykjavík. L'album è stato registrato a New York, e a Hólar i Hjaltadalur, in una casa di nome Audunarstofa. La vecchia casa è costruita in legno norvegese ed è stata scelta per la sua acustica estremamente adatta al violoncello. Guðnadóttir ha suonato tutti gli strumenti per l'album: vibrafono, violoncello, arpa e voce. Nel 2009 ha realizzato il secondo album, Without Sinking.
Hildur fa parte degli Storsveit Nix Noltes (Nix Noltes Big Band), che suonano musica tradizionale da ballo bulgara e greca. Il gruppo è stato in tour due volte negli Stati Uniti di spalla agli Animal Collective.
Oltre ad aver contribuito a diversi lavori dei Pan Sonic e di múm, ha anche suonato con l'artista e performer B.J. Nilsen e ha collaborato, suonato e registrato con diversi artisti, fra cui Skúli Sverrisson, Hilmar Jensson, Hafler Trio, Jóhann Jóhannsson, e Stilluppsteypa.
Come compositrice ha scritto musica per opere teatrali, spettacoli di danza e film, brani per orchestre da camera, voci ed elettronica. Hildur ama esplorare la natura e il movimento del suono, e trasforma spesso i suoi esperimenti in installazioni sonore e visive. Recentemente ha composto una colonna sonora dal vivo del film In the Shadow of the Sun con i Throbbing Gristle, per gli spettacoli organizzati da loro in Austria e a Londra.
Nel 2019 compone le colonne sonore per la miniserie televisiva Chernobyl per l'emittente televisiva HBO, grazie alle quali vince il Grammy Award e il Premio Emmy; le atmosfere riverberate e cariche d'ansia che si adattano perfettamente al tema trattato dalla serie la portano ad essere scelta per realizzare le colonne sonore del film Joker. Con questo titolo nel 2020 riceve il primo Oscar alla migliore colonna sonora,
diventando la terza donna, dopo Rachel Portman e Anne Dudley, a ricevere tale riconoscimento; per lo stesso film vince anche il Golden Globe e il Premio BAFTA. È anche la prima islandese a vincere un Oscar.

## Vita privata
Hildur vive a Berlino con suo figlio (nato nel 2012). È sposata con Sam Slater, compositore, produttore musicale e artista del suono inglese, con il quale ha collaborato a diversi progetti tra cui Chernobyl e Joker.

## Discografia parziale

### Album in studio
- 2006 – Mount A
- 2007 – Second Childhood (con B. J. Nilsen e Helgi Thorsson)
- 2009 – Without Sinking
- 2011 – Pan Tone (con Volker Bertelmann)
- 2012 – Leyfdu Ljósinu

## Filmografia

### Colonne sonore

#### Cinema
- The Bleeding House, regia di Philip Gelatt (2011)
- Kapringen, regia di Tobias Lindholm (2012)
- Astro - Uma Fábula Urbana em um Rio de Janeiro Mágico, regia di Paula Trabulsi (2012)
- Jîn, regia di Reha Erdem (2013)
- The Oath - Il giuramento (The Oath), regia di Baltasar Kormákur (2016)
- Tom of Finland, regia di Dome Karukoski (2017)
- 1918 - I giorni del coraggio (Journey's End), regia di Saul Dibb (2017)
- Maria Maddalena (Mary Magdalene), regia di Garth Davis (2018)
- Soldado (Sicario: Day of the Soldado), regia di Stefano Sollima (2018)
- Joker, regia di Todd Phillips (2019)
- Tár, regia di Todd Field (2022)
- Women Talking - Il diritto di scegliere (Women Talking), regia di Sarah Polley (2022)
- Assassinio a Venezia (A Haunting in Venice), regia di Kenneth Branagh (2023)
- Joker: Folie à Deux, regia di Todd Phillips (2024)
- Hedda, regia di Nia DaCosta (2025)
- 28 anni dopo - Il tempio di ossa (28 Years Later: The Bone Temple), regia di Nia DaCosta (2026)

#### Televisione
- Trapped (Ófærð), registi vari – serie TV (2015-2016)
- Chernobyl, regia di Johan Renck – miniserie TV (2019)

## Riconoscimenti
- Premio Oscar
  - 2020 – Migliore colonna sonora per Joker
- BAFTA Award
  - 2020 – Migliori musiche per un film per Joker
- Golden Globe
  - 2020 – Migliore colonna sonora originale di un film per Joker
  - 2023 – Candidatura per la migliore colonna sonora originale di un film per Women Talking
- Critics' Choice Awards
  - 2020 – Miglior colonna sonora per Joker
  - 2023 – Miglior colonna sonora per Tár
  - 2023 – Candidatura alla miglior colonna sonora per Women Talking
- Grammy Award[18]
  - 2020 – Migliore colonna sonora per un media audiovisivo per Chernobyl
  - 2021 – Migliore colonna sonora per un media audiovisivo per Joker
  - 2021 – Candidatura come miglior arrangiamento strumentale per "Bathroom Dance"
- Premio Emmy
  - 2019 – Miglior composizione musicale per una miniserie, film o speciale televisivo per Chernobyl